# Brehové porasty Dubovej
Brehové porasty Dubovej jsou přírodní památka v katastrálních územích obcí Podolie, Čachtice, Pobedim a Častkovce v okrese Nové Mesto nad Váhom v Trenčínském kraji na Slovensku. Území bylo vyhlášeno v roce 1983 a jeho rozloha je 16,83 hektaru. Předmětem ochrany jsou břehové porosty podél potoka Dubová, jediné zachovalé v okrese.